# Pietrari (gmina)
Pietrari – gmina w Rumunii, w okręgu Vâlcea. Obejmuje miejscowości Pietrarii de Sus i Pietrari. W 2011 roku liczyła 2881 mieszkańców.